# Aderus piceus
Aderus piceus é uma espécie de inseto besouro da família Aderidae. Foi descrita cientificamente por John Lawrence LeConte em 1875.

## Distribuição geográfica
Habita no Leste da América do Norte.